# Cá điện

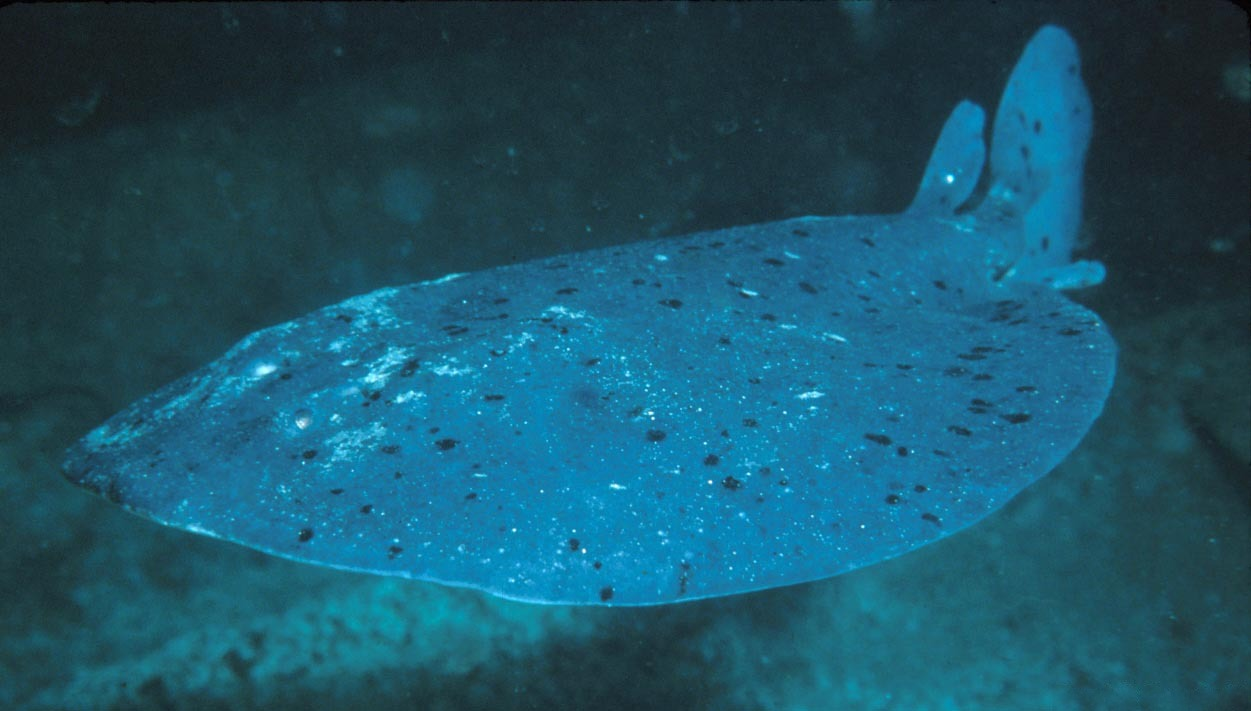
Ngư lôi Thái Bình Dương (Torpedo californica)

Cá điện là những loài cá có khả năng phát ra điện. Một con cá có thể tạo ra điện được gọi là cá phát điện trong khi một con cá có khả năng phát hiện điện trường được cho là cá có thể cảm nhận điện. Cá phát điện cũng có khả năng cảm nhận điện. Loài cá điện có thể được tìm thấy cả trong đại dương và trong các con sông nước ngọt của Nam Mỹ (Gymnotiformes) và châu Phi (Mormyridae). Nhiều loài cá như cá mập, cá đuối và cá da trơn có thể phát hiện ra điện trường nhưng không phải là cá điện vì chúng không thể tạo ra điện trường.